# Юра (департамент)
Юра́ (фр. Jura) — департамент на востоке Франции, один из департаментов региона Бургундия — Франш-Конте. Порядковый номер — 39. Административный центр — Лон-ле-Сонье, самый крупный город — Доль. Население — 271 973 человека (79-е место среди департаментов, данные 2010 года).

## География
Площадь территории — 4999 км².
Департамент включает 3 округа, 34 кантона и 545 коммун.

## Климат
Климат Юра значительно зависит от высоты местности. Так, равнинные территории обладают приятным умеренным климатом, характерным для этой части Западной Европы, однако в горах случаются суровые холодные зимы (в частности, в Юра был установлен температурный рекорд Франции — минус 47 °C).

## История
Юра — один из первых департаментов, образованных во время Великой французской революции в марте 1790 года. Возник на территории бывшей провинции Франш-Конте. Название происходит от горной системы Юра́.
На территории департамента Юра находится древний монастырь Сен-Клод, среди настоятелей которого в разное время были святой Евгенд (V—VI века) и святой Рибарий (VIII век).

## Достопримечательности
- Замок Корно

## Экономика
Юра — регион произрастания винограда. Вина Юра обладают выраженными отличительными свойствами.

## Туризм
Горы Юра привлекают любителей пешего туризма, лыжного спорта, а также других зимних видов спорта.